# 28 tednov pozneje
28 tednov pozneje (izvirni angleški naslov: 28 Weeks Later) je britansko španska znanstvenofantastična grozljivka iz leta 2007. Film je nadaljevanje uspešnega filma 28 dni pozneje (28 Days Later). Scenarij filma 28 tednov pozneje je napisal njegov režiser Juan Carlos Fresnadillo, scenarist in režiser prejšnjega filma, Danny Boyle in Alex Garland, pa ta bila izvršna producenta. Film je bil izdan 11. maja 2007 v Veliki Britaniji in ZDA. Zgodba se osredotoča na poskus NATO-vih vojaških enot, da bi vzpostavile varno območje v Londonu po dogodkih v prvem filmu. Vendar brat in sestra prekršita pravila in se odpravita poiskati svojo okuženo mamo, kar povzroči ponovitev okužbe na varnem območju.

## Vsebina
Ko je izbruhnil virus besa, se Don, njegova žena Alice in še štirje preživeli skrivajo v koči v okolici Londona. Ko zaslišijo prestrašenega dečka razbijati na vrata, ga spustijo noter, vendar hitro ugotovijo, da so mu okuženi sledili. Okuženi pobijejo ostale, Don in Alice pa zbežita v zgornje nadstropje z dečkom. Don prepričuje Alice naj pusti dečka in pobegne, vendar ga ona zavrne. Don jih zapusti in okuženi vdrejo v sobo. Don medtem komaj zveži in pobegne z motornim čolnom.
Ko okuženi pomrejo od lakote, Natove enote prevzamejo nadzor nad Veliko Britanijo. 28 tednov pozneje, enota pod ameriškim vodstvom, pod nadzorom brigadnega generala Stona, naseljuje naseljence. Med novimi prišleki sta tudi Donova in Alicina otroka, Tammy in Andy, ki sta bila izven države med izbruhom virusa. Nameščena sta v Območje 1, varnostno cono v mestnem območju Isle of Dogs, ki ga varuje ameriška vojska. Član posebnih enot, ostrostrelec narednik Doyle in njegov prijatelj Flynn, pilot helikopterja, sta ena izmed zadolženih za nadzor območja. Tammy in Andy se tako preselita k svojemu očetu, katerega je rešila ameriška vojska. Oče jima tam pove, je njuna mati umrla.
Tisto noč Andy sanja, da pozablja na mamin obraz, zato se Tammy in Andy izmuzneta iz varne cone in pobegneta domov, kjer zbereta fotografije in ostale spominke. Andy v šoku najde Alice neokuženo, vendar v ne preveč dobrem stanju, na podstrešju. Trojico kmalu najdejo vojaki in jih vrnejo v Območje 1. Alice odpeljejo v sobo za karanteno, kjer ugotovijo, da je nosilka virusa besa. Don nenajavljen obišče Alice in jo prosi odpuščanja. Alice mu odpusti in mu pove, da ga ljubi. Ko se poljubita se Don okuži in kruto ubije Alice, nato pa pobegne.
General Stone ukaže, da se v Območju 1 vzpostavi karantena. Civiliste tako zaprejo v varne sobe, vendar tja pride tudi Don okuži veliko število ljudi. Vodja za medicino v ameriški vojski, Scarlet, reši Tammy in Andya, medtem ko je ostalim vojakom ukazano streljati tudi na civiliste. Doyle, ki ni mogel izpolniti ukazov, tako pobegne skupaj s Scarlet, Tammy in Andyem. General Stone ukaže, da se Območje 1 zbombardira, vendar kljub vsemu okuženi skupaj z Donom preživijo. Scarlet pove Doylu, da sta otroka lahko ključ do zdravila proti virusu in zato morata preživeti. Flynn prispe s helikopterjem, vendar noče s sabo vzeti nikogar drugega razen Doyla, saj bi jih lahko sestrelili, ker bi prevažal morebitno okužene ljudi.
Flynn preko radia pove Doylu, da ga bo pobral na stadionu Wembley, vendar se naj znebi civilistov. Doyle to ignorira in se skupaj s Scarlet, Tammy in Andyem odpravi proti Wembleyu. Zatečejo se v avto na cesti, da bi preživeli živčni plin, ki ga je vojska spustila, da bi pobila okužene. Ker avta ne morejo prižgati se Doyle žrtvuje in se odpravi potiskat avto, ko ga živega zažgejo. Scarlet jih odpelje v Londonsko podzemno železnico, kjer nadaljujejo peš. Tam jih napade Don, ubije Scarlet in ugrizne Andya. Tammy ustreli Dona, preden uspe ta ubiti Andya, za katerega se izkaže da ne kaže simptomov, vendar je prenašalec bolezni. Skupaj nadaljujeta pot do Wembleya, kjer ju pobere Flynn in ju odpelje čez Rokavski preliv v Francijo, kot mu je prej to naročil Doyle.
28 dni pozneje, glas s francoskim naglasom prosi za pomoč preko radia v Flynnovem zapuščenem helikopterju. Skupina okuženih teče skozi predor, za katerega se izkaže da gre za Pariško podzemno železnico, v ozadju pa je videti Eifflov stolp.

## Igralci
- Robert Carlyle kot Don
- Rose Byrne kot Scarlet
- Jeremy Renner kot Doyle
- Harold Perrineau kot Flynn
- Catherine McCormack kot Alice
- Mackintosh Muggleton kot Andy
- Imogen Poots kot Tammy
- Idris Elba kot Stone